# Ліпіни (Пшисуський повіт)
Ліпіни (пол. Lipiny) — село в Польщі, у гміні Одживул Пшисуського повіту Мазовецького воєводства.
Населення — 161 особа (2011).
У 1975-1998 роках село належало до Радомського воєводства.

## Демографія
Демографічна структура станом на 31 березня 2011 року:
|          | Загалом | Допрацездатний вік | Працездатний вік | Постпрацездатний вік |
| -------- | ------- | ------------------ | ---------------- | -------------------- |
| Чоловіки | 78      | 15                 | 50               | 13                   |
| Жінки    | 83      | 17                 | 45               | 21                   |
| Разом    | 161     | 32                 | 95               | 34                   |